# Antependij
Antependij je poslikana ali izrezljana plošča na sprednji strani oltarne mize ali bogato vezena tkanina (oltarno pregrinjalo) prednje strani oltarja.

## Izvor
Antependij se je pojavil na krščanskem vzhodu v 4. stoletju, na zahodu pa v 5. stoletju. Prvi prikazi so na mozaikih v Ravenni v baziliki San Vitale. Z njim so pokrivali oltarno mizo samo s sprednje strani, po kateri je tudi dobil ime (lat. antependium, ante-pred + pendere-viseti). Kot ime se pojavi v 12. in 13. stoletju. Imenuje se tudi: palliotto, frontale, pallium, pala, velamen in facies.

## Motivi
Antependije so najpogosteje izdelovali iz tkanine, v velikih cerkvah tudi iz plemenitih kovin ali so rezbarjeni in poslikani v lesu. Do polovice srednjega veka je prisoten lik Kristusa Pantokratorja, ki sedi na prestolu in blagoslavlja z desno roko, medtem ko v levi drži Sveto pismo. V 14. stoletju se ta motiv počasi opušča in pojavijo se motivi razpela in motivi iz Kristusovega življenja. Pogost motiv je bila tudi Marija Božja mati. Od 11. do 13. stoletja je prikazana sedeča v okvirju, obkrožena s simboli evangelistov in angelov. Pod vtisom gotike je prikazana, kako sedi v arkadi, od 14. stoletja dalje pa se prikazuje stoje. Prikaz kronanja je bil zelo zastopan in je skoraj zamenjal vse druge motive iz življenja Marije Božje matere. V romarskih cerkvah je na antependiju pogosto lik svetnika, ki mu je cerkev posvečena.

## Uporaba
Do 16. stoletja uporaba antependija ni bila predpisana, šele z odlokom papeža Pija V. leta 1570 je bila določena uporaba v predpisani liturgični barvi dneva. Papež Klemen VIII. je leta 1600 določil, da se za mašo, ki jo vodi škof, uporablja antependij iz plemenitih vrst materiala. 
Danes se antependij vse manj uporablja.